# 平壌時間
平壌時間（ピョンヤンじかん、朝: 평양시간、略称：PYT）または朝鮮民主主義人民共和国標準時（ちょうせんみんしゅしゅぎじんみんきょうわこくひょうじゅんじ、朝: 조선민주주의인민공화국 표준시）は、朝鮮民主主義人民共和国（北朝鮮）で使用されている標準時である。時代により2種類の標準時が存在している。
2022年時点の平壌時間は協定世界時（UTC）より9時間進んでおり（UTC+9）、大韓民国（韓国）で使用されている韓国標準時（KST）や、日本で使用されている日本標準時（JST）と同じである。2015年8月15日から2018年5月4日まではUTC+8:30と定められていた。

## 概要

### 変遷
北朝鮮およびその前身の時代からの標準時は次のように変遷している。
- 1911年12月31日まで：UTC+8:30
- 1912年1月1日から1948年の建国まで：UTC+9:00
- 1948年から2015年8月14日まで：同じく、UTC+9:00
- 2015年8月15日から2018年5月4日まで：UTC+8:30
- 2018年5月5日から：UTC+9:00

### 解説
朝鮮民主主義人民共和国（北朝鮮）は、1948年の建国以来、UTC+9:00を使用してきたが、日本からの解放70年の節目となる、2015年（主体104年）8月15日から平壌時間を採用すると、同月7日に発表した。
2015年8月15日には平壌で記念式典が行われた。
従来のUTC+9:00は、1912年1月1日に日本統治時代の日本標準時と同じにするために導入されたもので、1911年12月31日までの標準時はUTC+8:30であり、104年ぶりに元の標準時に戻ることとなった。UTC+9:00の基準となる東経135度線子午線は、朝鮮半島内を通っていないが、新たな標準時の基準となる東経127度30分は、朝鮮半島を通る。
本標準時の採用にあたって、最高人民会議常任委員会は政令「朝鮮民主主義人民共和国標準時間を制定することについて」の中で、「祖国解放70周年に際して、朝鮮の軍隊と人民の確固不動の信念と意志を反映」したものと表明している。2015年8月7日に放送された朝鮮中央テレビのニュース番組で、アナウンサーは「邪悪な日本帝国主義者達は、5000年の長い歴史と文化を誇っていた朝鮮の領土を無残にも踏みにじった」「前代未聞の朝鮮民族抹殺政策を続けたうえ、朝鮮の標準時間まで奪うという許しがたい犯罪行為を敢行した」とし、日帝残滓の清算措置であると報じた。
2018年4月29日、南北首脳会談で北朝鮮の金正恩朝鮮労働党委員長が平壌時間を「韓国標準時（UTC+9:00）」に統一すると青瓦台が発表したことを、東亜日報が速報で伝えた。翌4月30日に公布された最高人民会議常任委員会政令「平壌時を直すことについて」によって、平壌時間は2018年（主体107年）5月5日から韓国標準時に再統一されることになった。これは会談場所に指定された38度線の板門店を訪れた金正恩が「平和の家に平壌とソウルの2都市の時刻を示す時計が掲げられていることは、非常に心が痛む。まずは時刻から南北統一を図ろう」と提案したことによる。
そして、2018年5月4日23時30分に時刻を30分繰り上げて5月5日午前0時とし、再び日本や大韓民国との時差が無くなった。

## IANAのTime Zone Database
IANAのTime Zone Databaseには、朝鮮民主主義人民共和国の標準時が1つ含まれている。
| 国コード | 座標        | 時間帯ID       | 注釈 | 協定世界時との差 | 夏時間 | 備考 |
| -------- | ----------- | -------------- | ---- | ---------------- | ------ | ---- |
| KP       | +3901+12545 | Asia/Pyongyang |      | +09:00           | +09:00 |      |